# アウグスト・マッケ
アウグスト・マッケ（ドイツ語: August Macke, 1887年1月3日 - 1914年9月26日）は、20世紀初頭に活動したドイツの画家。1910年代にカンディンスキー、マルクらとともに当時の前衛美術運動であった「青騎士」のグループに参加し活動した。マッケは27歳で戦死したため、その活動期間は数年間にすぎなかったが、単純化された形態と幻想的な色彩を特色とする作品は表現主義とも、抽象絵画とも一線を画した独自の様式を築き上げた。

## 生涯

### 修業期～「青騎士」

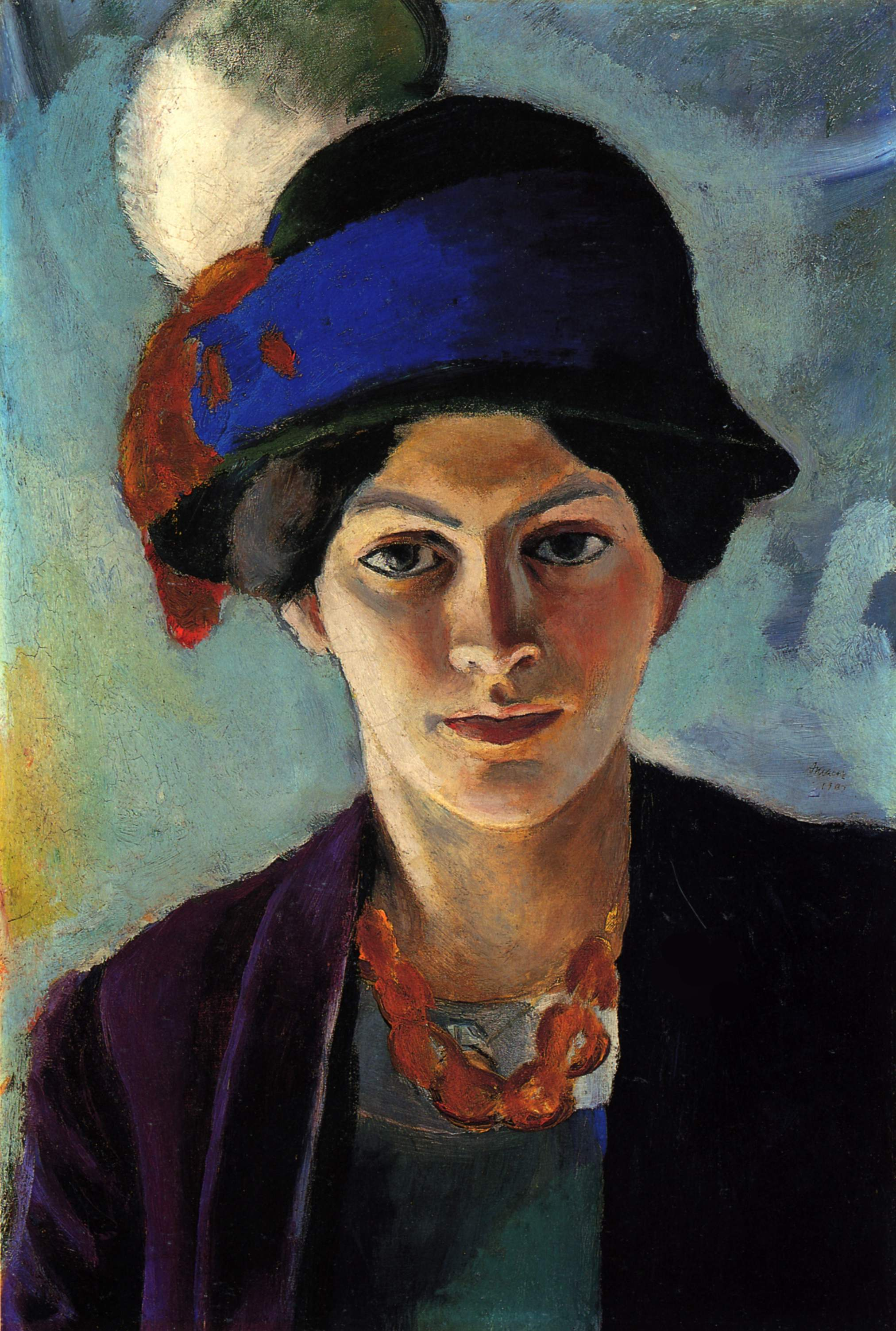
妻の肖像 1909 ミュンスター、ヴェストファーレン州立美術館

マッケは1887年、ドイツ北西部、現在はノルトライン＝ヴェストファーレン州のメシェデで生まれた。1904年から2年ほどデュッセルドルフの美術アカデミーに学んだ。この頃の作品としては、1906年作の『自画像』などが残っている。その後、1907年には、美術コレクターのベルンハルト・ケーラーの経済的援助を得て、パリに滞在。後にマッケの妻となったエリーザベトは、このケーラーの姪（めい）であった。パリでは特にセザンヌの作品に触れ、影響を受けた。パリ滞在の後、ベルリンに移り、ドイツ印象派の画家であるロヴィス・コリント（1858 - 1925）のアトリエに数か月間通った。コリントは、ドイツ印象派の代表的画家であるとともに表現主義的傾向の強い画家である。
初期には印象派やセザンヌの影響からスタートしたマッケの絵画が転機を迎えるのは1910年、「青騎士」の主要メンバーの一人であるフランツ・マルクに出会った頃からである。「青騎士」（デア・ブラウエ・ライター/Der Blaue Reiter）は、ロシア出身の画家で抽象絵画の創始者の一人であるワシリー・カンディンスキーと、ミュンヘン出身のフランツ・マルクを中心にミュンヘンで活動した前衛画家のグループである。グループの活動自体は、1911年と1912年の2回のグループ展の開催と、年刊機関誌『青騎士』の刊行（結局1回しか刊行されなかった）を行った後、第一次世界大戦の勃発を受けて短命なものに終わったが、20世紀美術のその後の動向に大きな影響を与えた運動として重要視されている。「青騎士」の2回のグループ展の参加者の顔ぶれを見ると、ドイツ表現派の代表的画家であるキルヒナーのほか、20世紀絵画に特異な位置を占めるクレー、ドローネー、フォーヴィスムのドランとヴラマンク、キュビスムのピカソなど多彩な画家が参加している。そこには共通した画風や傾向は見られず、むしろ、当時の前衛美術のさまざまな傾向を集めた観がある。
マッケは1910年、ミュンヘンで初個展を開催中であったマルクに会い、翌年にはマルクの住んでいたジンデルスドルフに滞在している。また、1911年から翌年にかけてクレーやドローネーと知り合っている。マッケはこれらの画家たちから影響を受け、中でもドローネーの色彩の影響が強く感じられる。
マッケは上記2回の「青騎士」展（1911・1912年）に参加するとともに、1912年5月のゾンダーブント展（ケルンで開催された現代美術展）、同年3月のベルリン新分離派展、1913年9月の最初のドイツ秋季展（ベルリン）などの重要な展覧会に相次いで出品している。

### チュニジア旅行～戦死

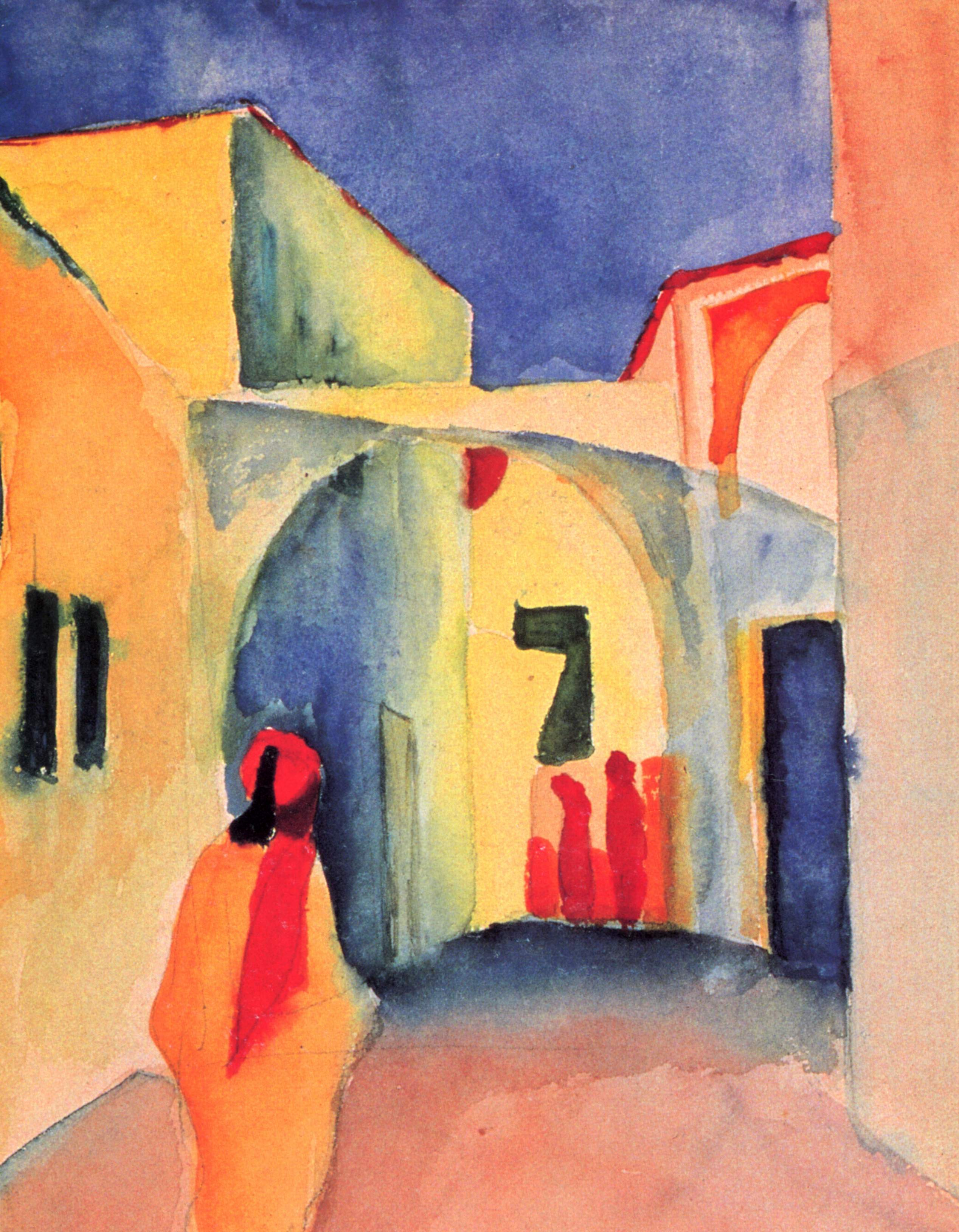
小道の眺め（水彩） 1914 ミュールハイム・アン・デア・ルール市立美術館

1913年秋から翌年にかけては、スイスの景勝地トゥーン湖畔に滞在して制作した。湖の風景や湖畔を散策する人々を題材とした作品が残っている。1914年4月には、クレー、ルイ・モワイエ（スイス出身の画家で、クレーをマッケに紹介した）とともにアフリカの地中海岸にあるチュニジアへ旅行している。この旅行はチュニス、ハマメット、カイルアンなどの都市をめぐり、わずか2週間ほどの滞在であったが、チュニジアの風景と鮮烈な色彩は画家たちに強い衝撃を与え、マッケはこの旅行中に代表作に数えられる数十点の水彩画を残している。この旅行は、同行したクレーにとっても、画風の転換をうながす重要なものであった。
このチュニジア旅行から帰ったマッケは新たな画風を模索していたが、同年8月、第一次世界大戦が勃発し、出征したマッケは同年9月26日、シャンパーニュの前線で戦死した。27歳だった。

## 作風

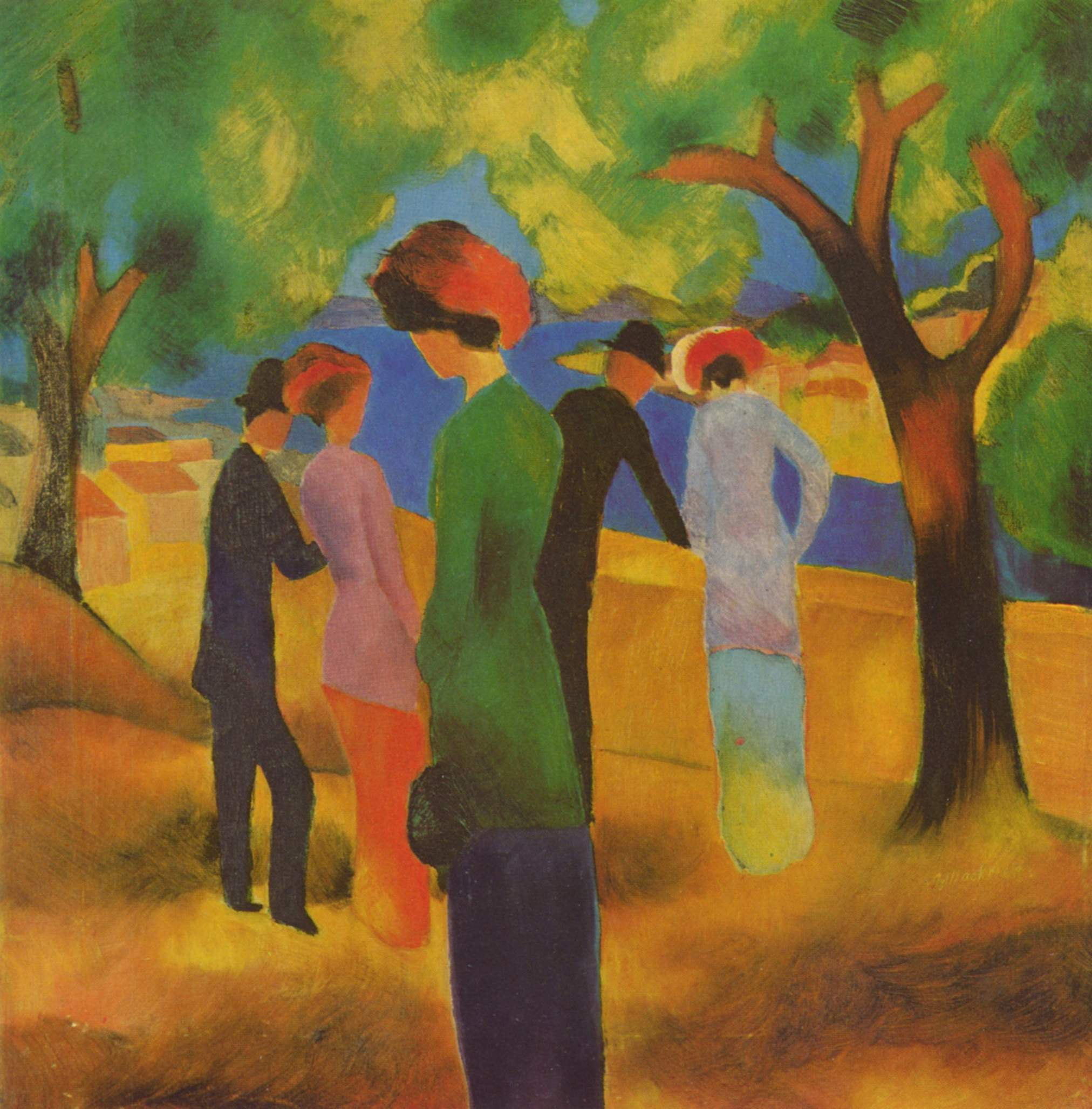
緑の上着の婦人 1913 ケルン、ヴァルラフ＝リヒャルツ美術館

マッケは「青騎士」のメンバーであったことから、ドイツ表現主義に分類されることも多いが、その絵画には他の表現主義の画家に見られるような政治的・思想的な主張や生の感情をぶつけたような色彩感覚は見られない。マッケの絵画はむしろ、キュビスムやドローネーから強く影響を受けており、セザンヌやキュビスムの影響を受けた理知的な画面構成、単純化された形態、そしてドローネーの影響を受けた鮮烈な色彩にその特色がある。マッケの作品のうち、純粋な抽象絵画は実験的に制作した数点を見るのみで、基本的には具象画家であり、戸外を散策する人物などの日常的な題材を好んで取り上げた。人物や樹木などの形態は単純化されているとはいえ、キュビスムの形態ほどには解体されておらず、現実感を保っている。一方、独特の色使いは、自然の色彩の再現から離れ、絵画独自の表現を追求したものと言える。マッケは1914年（没年）のチュニジア旅行で多くの水彩画を残し、水彩画家としても高く評価されている。

## 代表作
- 妻の肖像 1909 ミュンスター、ヴェストファーレン州立美術館
- 青い湖のほとりの人々 1913 カールスルーエ市立美術館
- 緑の上着の婦人 1913 ケルン、ヴァルラフ＝リヒャルツ美術館
- 帽子屋の前で（赤い服の婦人と子供） 1913 個人蔵
- 牛とラクダのいる風景 1914 チューリヒ美術館

## ギャラリー
マッケの水彩画

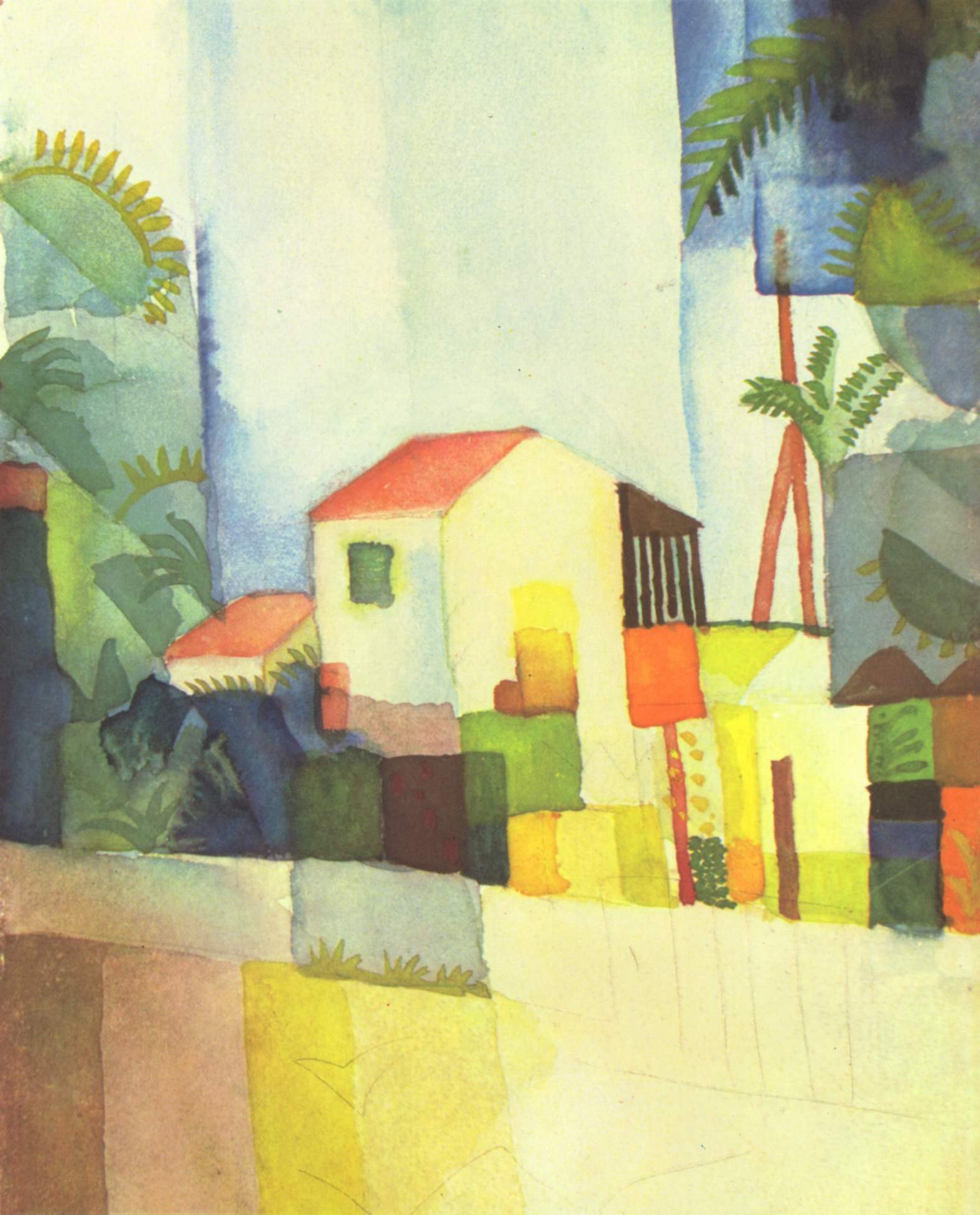
明るい家 1914 個人蔵
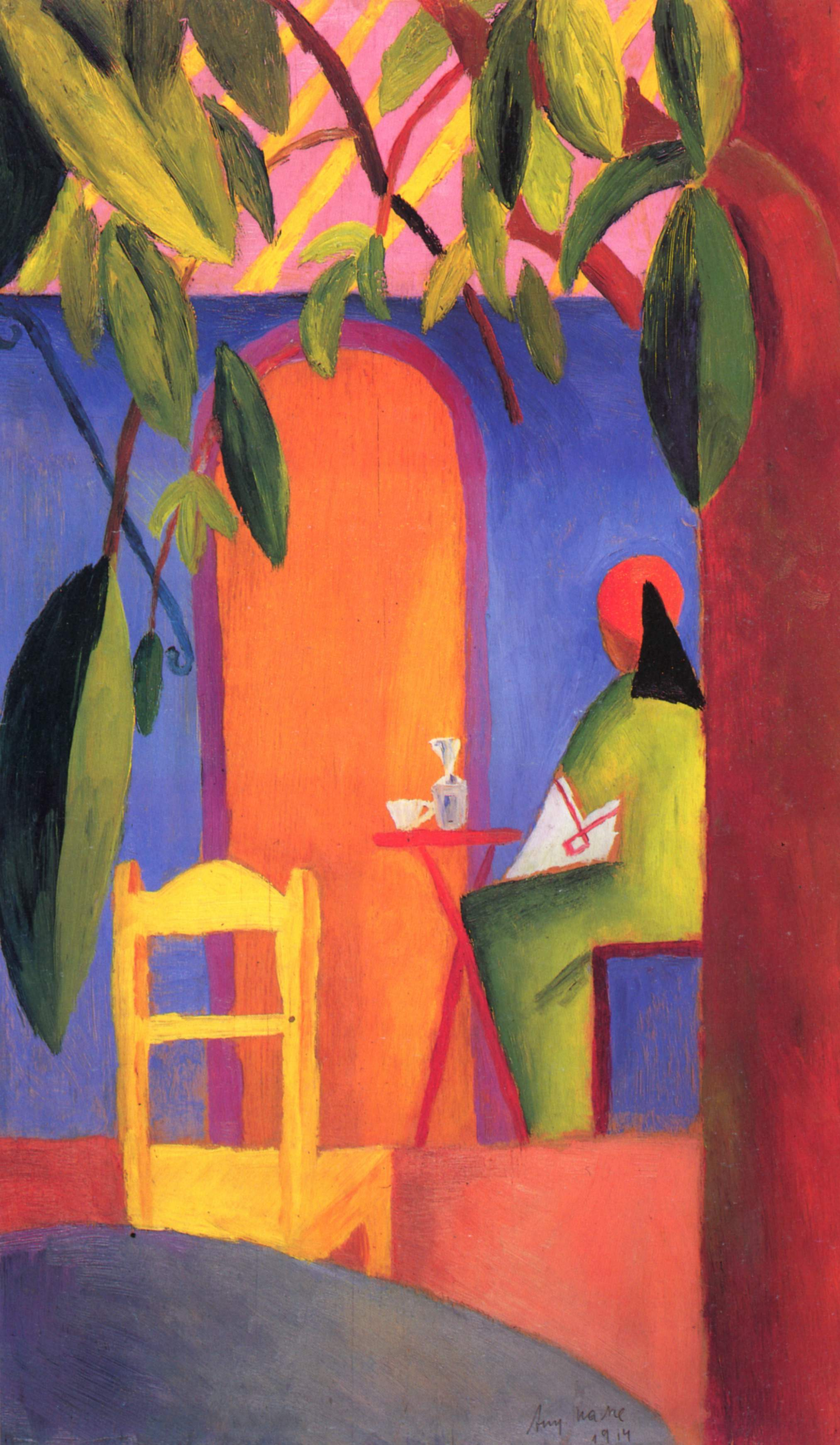
トルコ風カフェ 1914 ミュンヘン、レンバッハハウス美術館
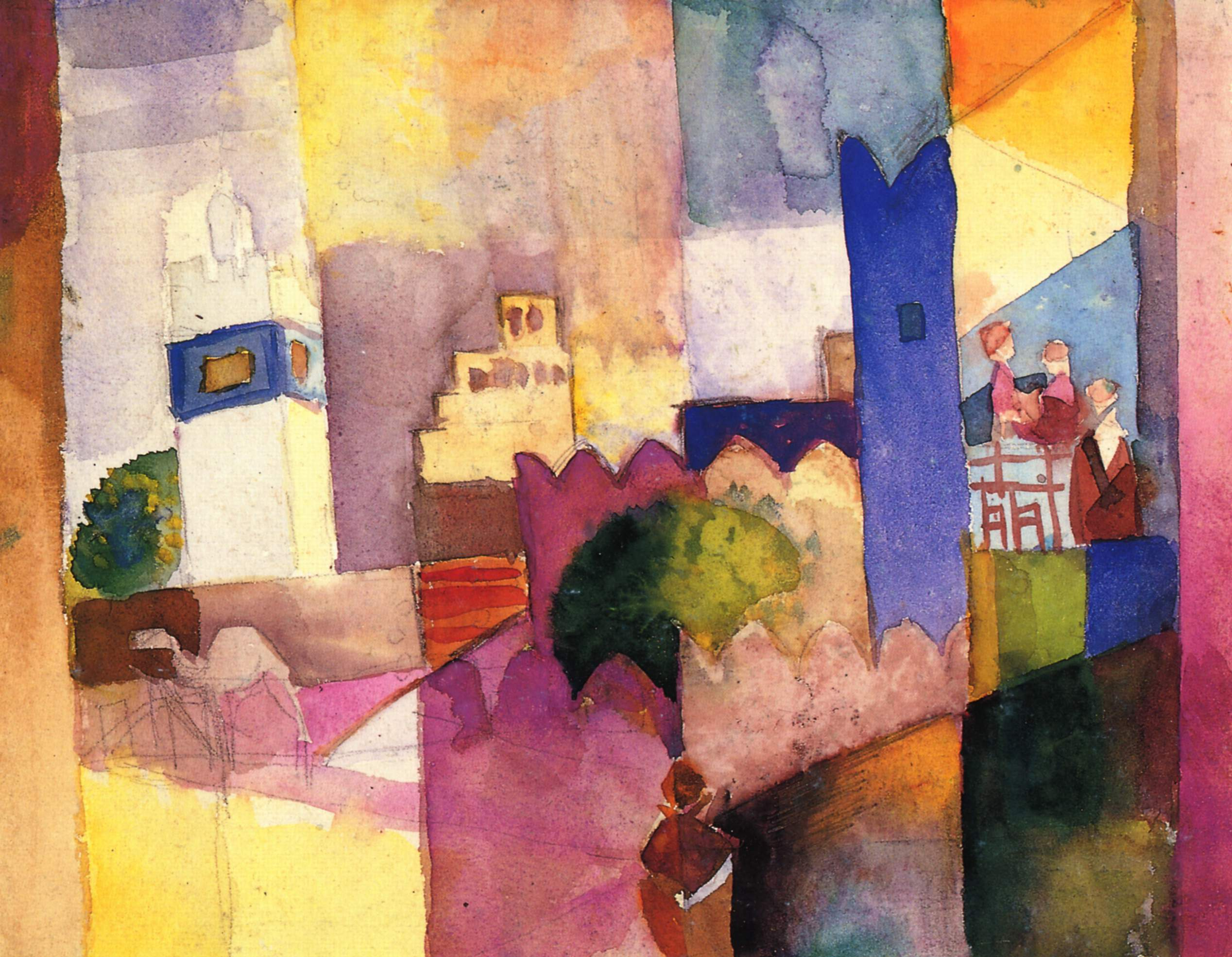
カイルアンⅢ 1914 ミュンスター、ヴェストファーレン美術館
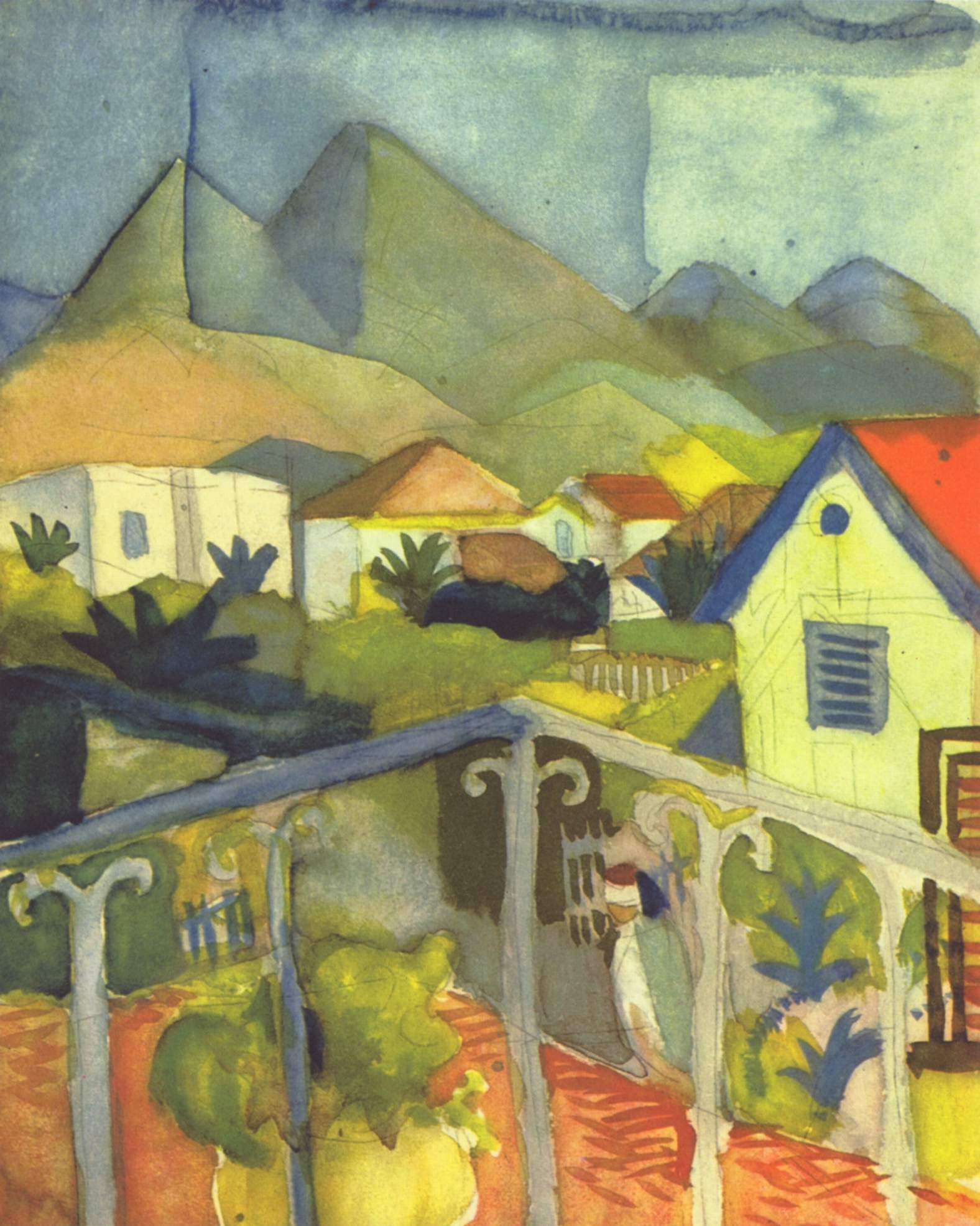
チュニス近郊サン・ジェルマン 1914 ミュンヘン、レンバッハハウス美術館